# Adelsbrev

Per Brahes grevliga adelsbrev, utfärdat och underskrivet av Erik XIV.

Adelsbrev är ett dokument i vilken en behörig myndighet utfärdar eller bekräftar ett adelskap. Adelsbrev är kända från medeltiden och utfärdas än idag i vissa länder. I de länder där dokumentet även innehåller rätt att föra heraldiskt vapen kallas det även för sköldebrev eller vapenbrev. De ätter som fått adelskap på detta sätt benämns ibland brevadel, i motsats till en äldre bördsadel eller uradel.     De första sköldebreven utfärdades i Tyskland vid mitten av 1300-talet.
Adelsbreven utfärdas ofta på pergament med ett vidhängande sigill. De föregicks i Sverige av frälsebreven som från 1300-talet utfärdades till dem som i utbyte mot rusttjänst åtnjöt skattefrihet.

## Sköldebrev
Sköldebrev eller vapenbrev var de dokument varigenom kungen eller riksrådet förlänade ärftligt frälse, från 1500-talet kallat adelskap, och rätt för mottagaren och hans arvingar att föra sköld, hjälm och det i brevet beskrivna och avbildade heraldiska vapnet.
Nordens äldsta kända adelsbrev med vapensköld utfärdades 1420 för Björn Pålsson av kung Erik av Pommern med vapen, sköld och hjälm, som här uti detta vårt öppna bref skrifna är och målat står. Det ingavs 1661 av Kodbolstads dåvarande ägare, Johan Gyllenflög, för att bevisa detta gamla säteris allodialnatur. Adelsbrevet, i original med avmålat vapen, saknas numera, men det är inte osannolikt att det visat samma sköldemärke som sedan upptogs av ätten Gyllenflög, som på mödernet ledde sina anor till medeltidsfrälset på Kodbolstad (urgammal frälsesläkt på Åland). Ovan nämnde Björn Pålsson är i övrigt okänd.  Det äldsta i behåll varande svenska adelsbrevet utfärdades för Tord Sandersson 1431 av Erik av Pommern.

## I Sverige
Det äldsta bevarade svenskas sköldebrevet utfärdades för Tord Sandersson 1431 av kung Erik av Pommern. 
I brevet anges adelskapets rang: obetitlad, friherrlig, eller grevlig (i två fall har även furstlig rang utdelats: Fredrik Vilhelm von Hessenstein och Wilhelm Putbus). Där anges också hur adelskapet ärvs (om detta inte reglerades i lag), en beskrivning av ättens heraldiska vapen, och ofta framgår vilka grunder adelskapet har. Adelns ställning som grupp, dess adelsprivilegier, reglerades förr i särskilda lagar.